# Másodfokú egyenlőtlenség
Másodfokú (avagy kvadratikus) egyismeretlenes egyenlőtlenségeknek nevezzük azokat az algebrai egyenlőtlenségeket, melyek gyökmegőrző (ekvivalens) algebrai átalakításokkal ax²+bx+cR0 (ahol az a nem 0) alakra hozhatóak, ahol R a <, >, <=, >= relációk egyike. Más szóval, az olyan algebrai egyenlőtlenségek másodfokúak, melyek ekvivalensen nullára redukálhatóak úgy, hogy a nem nulla oldalon másodfokú polinom álljon.
Eltekintve bizonyos pontatlanságtól, mondható, hogy másodfokú egy algebrai egyenlőtlenség akkor, ha benne az ismeretlen (vagy ismeretlenek) effektíve előforduló legmagasabb hatványa 2. „Effektíve előfordulón” azt kell érteni, hogy a 2 kitevőjű előfordulások nem küszöbölhetőek ki (ekvivalens átalakításokkal), az esetleges magasabb hatványon előforduló példányok viszont kivétel nélkül.
Más egyéb nemlineáris magasabb fokú egyváltozós algebrai egyenlőtlenségektől való megkülönböztető jelzője, hogy az algebra alaptétele alapján a kvadratikus egyenleteknek legfeljebb 2 gyöke lehet: tehát a fentiek alapján a másodfokú egyenlőtlenségek megoldása max 2 szélsőérték között értelmezhető megoldáshalmazként jelentkezik vagy ugyanezen halmaz komplementereként.

## A másodfokú egyenlőtlenségek kiértékeléséről
Másodfokú egyenlőtlenségek megoldása során hasonló módon járunk el, mint a másodfokú egyenleteknél. Végeredményében a legfőbb különbség, hogy a megoldás nem egyszerűen 2 egyértelműen meghatározható valós gyökként értelmezhető, hanem a valós megoldás egy megoldáshalmazként jelentkezik. Az adott másodfokú polinomokat megoldjuk egyenletként a másodfokú egyenlet szócikkben megismert eljárás alapján, majd a kapott gyököket számegyenesen (vagy koordináta-rendszerben) ábrázoljuk (a könnyebb értelmezés érdekében). Már megismerhettük a másodfokú függvény grafikonját, mely mindig parabola és a számegyenesen a függvény zérushelyeit a két gyök határozza meg. A megoldáshalmazt mindig a két gyök közötti számhalmaz vagy ugyanezen halmaz komplementere adja. Ezt egyértelműen úgy dönthetjük el, ha a reláció irányát és ezen másodfokú függvény grafikonja által meghatározható előjeles alakulást összevetjük.
Jogosan merülhet fel a kérdés, hogy hogyan állapíthatjuk meg a függvény grafikonját valamint monotonitását előjeles alakulás szerint? A függvény képe meghatározóan 2 tényezőtől függ: a négyzetes tag előjelétől és a diszkrimináns értékétől (avagy a gyökök/zérushelyek számától). Az x-tengely felett pozitív értékeket vesz fel, alatta pedig negatív értékeket vesz fel a függvény. Ennek alapján 6 különböző eshetőség áll fenn (ha a négyzetes tagot most "a"-val, a diszkrimináns értékét megszokott módon "D"-vel jelöljük):
- a > 0; D > 0 : a függvénynek minimuma van és 2 zérushelye;
- a > 0; D = 0 : a függvénynek minimuma van és 1 zérushelye (csak érinti az x-tengelyt);
- a > 0; D < 0 : a függvénynek minimuma van, de nincs zérushelye (nem érinti az x-tengelyt);
- a < 0; D > 0 : a függvénynek maximuma van és 2 zérushelye;
- a < 0; D = 0 : a függvénynek maximuma van és 1 zérushelye (csak érinti az x-tengelyt);
- a < 0; D < 0 : a függvénynek maximuma van, de nincs zérushelye (nem érinti az x-tengelyt);

Ettől fogva az intervallummal megadott megoldáshalmaz könnyen meghatározható: ha az egyenlőség megengedett, akkor zárt, ha nem megengedett, akkor nyílt intervallumról beszélhetünk.